# زبان‌های گوراگی
زبان‌های گوراگی (ጉራጌ) که با نام گوراگه نیز شناخته می‌شود، یک زبان زنجیره گویشی از شاخه سامی از خانواده زبان‌های آفروآسیایی است. این زبان‌ها توسط مردم گوراگی صحبت می‌شوند که در منطقه گوراگ در منطقه چند قومیتی بزرگتر منطقه ملت‌ها، ملیت‌ها و مردمان جنوبی در مرکز اتیوپی ساکن هستند.

## زبان‌ها
در فهرست زیر، تمایز میان زبان‌ها و گویش‌ها از اتنولوگ پیروی می‌کند.
در گروه شمالی
- کیستانه (سودو)
  - گویش: سودو، دوبی (گوگوت)

در گروه شرقی
- سیلته
- وولانه (ولنه)
- زای (زوای)

در گروه غربی
- گوراگی سبات بت
  - گویش‌ها: چاها، اژا، گومر، گتا، موهر، مسقان، مقسان، اینور